# فیثاغورس ۶۱۴۳
سیارک ۶۱۴۳ (به انگلیسی: 6143 Pythagoras، نامگذاری:1993JV) شش هزار و صد و چهل و سومین سیارک کشف شده‌است که در ۱۴ مه ۱۹۹۳ کشف شد.
قدر مطلق سیارک برابر ۱۲٫۶۰ است.